# Jaganrei
Jaganrei (邪願霊), comercialitzada internacionalment com Psychic Vision: Jaganrei, és una pel·lícula de terror japonesa del 1988 dirigida per  Teruyoshi Ishii amb guió de Chiaki J. Konaka. Ha estat subtitulada al català.

## Argument
La pel·lícula es presenta com un reportatge televisiu sobre un jove Ídol. A poc a poc anem descobrint una silueta blanca borrosa que es trobava en el metratge de l'entrevista del cantant, amb prou feines visible. Aleshores, la vida de l'"ídol" reapareix gradualment en una llum paranormal.

## Repartiment
- Haruo Mizuno
- Naoto Takenaka
- Emi Satô
- Asako Mori

## Sobre la pel·lícula
Jaganrei " és la primera pel·lícula identificada com a J-Horror, un gènere que reinventa els codis de les pel·lícules de fantasmes japoneses.
"Jaganrei" i la sèrie de terror japonesa Scary True Stories (ほんとにあった怖い話), de 1991 dirigida per Norio Tsuruta, i amb guió de Chiaki Konaka, van marcar un veritable renaixement de les pel·lícules de terror japoneses i de la manera com es representaven els fantasmes al cinema japonès. Això és el que més tard es va anomenar "Teoria Konaka", en honor al guionista, per Kiyoshi Kurosawa i Hiroshi Takahashi.
Aquesta teoria és una mena de metodologia sobre com espantar la gent al cinema, amb fantasmes. Això es basa, per exemple, en representar un fantasma desdibuixat, discret o amb prou feines visible, en preferir mostrar la por de la víctima abans que el fantasma directament, o a fomentar el misteri sobre les motivacions del fantasma, entre altres coses.